# Clodio
Clodio  è un nome proprio di persona italiano maschile.

## Varianti
- Maschili: Claudio[1][3]
  - Alterati: Clodino[1]
- Femminili: Clodia[2], Claudia

### Varianti in altre lingue
- Latino: Clodius[4]
  - Femminili: Clodia[4]

## Origine e diffusione
Deriva dal latino Clodius, che rappresenta una variante del cognomen Claudius (ossia Claudio), che vuol dire "zoppo", con la classica trasposizione del dittongo -au- nella vocale -o- (riscontrabile anche in aurum-oro e laus-lode).
Al maschile venne portato, tra gli altri, da Publio Clodio Pulcro, un patrizio che si fece plebeo per poter diventare tribuno e da Clodio Albino, che si autoproclamò imperatore, mentre un personaggio di spicco femminile con questo nome fu Clodia, una matrona romana che fu amante di Catullo.
Va notato che questo nome coincide con Clodio, un nome germanico attestato anche come Chlodio, Cludio, Hludio, Chlogio e via dicendo, basato sull'elemento hlod ("fama", "gloria"), quindi "glorioso", "illustre".

## Onomastico
L'onomastico si festeggia lo stesso giorno di Claudio (per i maschi) o di Claudia (per le femmine), di cui costituisce una variante.

## Persone
- Clodio Albino (morto il 19 febbraio 197), sedicente imperatore romano
- Clodio Celsino Adelfio (fl. 333-351), politico dell'Impero romano.
- Clodio Pompeiano (fl. 241-244), senatore e un politico dell'Impero romano.
- Lucio Clodio Macro (morto nell'ottobre 68), politico dell'Impero romano
- Marco Clodio Pupieno Massimo (178 circa-Roma, 29 luglio 238), imperatore romano
- Publio Clodio Pulcro (95 a.C. circa – 52 a.C.), politico romano di spicco del periodo immediatamente antecedente alle guerre civili del 49 a.C.
- Quinto Clodio Ermogeniano Olibrio (fl. 361-384), politico dell'Impero romano.

### Variante femminile Clodia
- Clodia, matrona romana
- Clodia Pulcra, prima moglie di Augusto